# Морли, Фрэнк
Франк Морлей (другие написания: Фрэнк Морли; англ. Frank Morley, 9 сентября 1860 — 17 октября 1937) — математик, внёсший большой вклад в алгебру и геометрию.

## Биография
Родился в городке Вудбридж в графстве Саффолк. Родители владели небольшим магазином фарфора.
В 1884 году окончил Кингс-колледж в Кембридже, в 1887 году уехал в США, но оставался британским подданным. До 1900 года преподавал в Хэверфордском колледже (Пенсильвания), потом получил кафедру в Университете Джонса Хопкинса в Балтиморе.
Был широко известен как математик, в 1919—1920 годах был президентом Американского математического общества, а с 1900 по 1921 год — редактором ведущего математического журнала American Journal of Mathematics.
Наиболее известным результатом Фрэнка Морли является знаменитая теорема о трисектрисах его имени, гласящая, что точки пересечения смежных трисектрис углов произвольного треугольника являются вершинами равностороннего треугольника.
Наряду с математикой Морли увлекался шахматами и даже однажды сумел выиграть партию у Эмануила Ласкера, тогдашнего чемпиона мира (и тоже математика).
Умер в Балтиморе.
Три сына Фрэнка Морли также достаточно известны: романист Кристофер Морли, журналист Феликс Морли, обладатель престижной Пулитцеровской премии и математик Фрэнк Морли-мл.